# Cine Estação São Pedro
Localizada na  Casa da Cultura Gabriel Joaquin dos Santos no município de São Pedro da Aldeia, implantado em abril de 2011 fruto da parceria do IPHAN com o Audiovisual do Ministério da Cultura (MinC). O objetivo do projeto é implantar em cidades brasileiras de cunho histórico, salas de cinema que possibilitem o uso da ferramenta como instrumento de difusão e debate do patrimônio para o público em geral.
O Cine Estação São Pedro foi o primeiro cinema implementado no Estado do Rio de Janeiro por meio do programa Cine Mais Cultura. Tendo como proponente o Escritório Técnico do IPHAN na Região dos Lagos – ETRL, a execução do projeto envolveu uma parceria com a Secretaria de Cultura da Prefeitura de São Pedro da Aldeia, que após a montagem da programação junto ao ETRL, firmou termo de compromisso com o IPHAN-RJ, recebendo secção gratuita dos equipamentos de exibição digital e assumiu a execução.
O convênio envolve a inscrição gratuita do Cine na Programadora Brasil, que irá fornecer de forma gratuita mais de cem títulos (escolhidos pelos parceiros), todos nacionais, para exibição e construção de uma videoteca. A coletânea ficará disponível para pesquisa e consulta na sede da Casa do Patrimônio - antiga Estação Ferroviária de São Pedro da Aldeia - além dos filmes da Programadora Brasil, também terá títulos de produtores locais que tenham interesse na exibição e difusão de suas obras.
As sessões acontecem todas as quarta-feiras, às 16:30hs, na sede do Cine, que fica localizado exatamente entre a Guarda Municipal e a Biblioteca Municipal, cito à Rua Francisco Coelho Pereira n°255, Centro.
Confira a programação do Cine Estação São Pedro no blog do ETRL, acessando www.estacaodopatrimonio.blogspot.com.